# Марко Терен

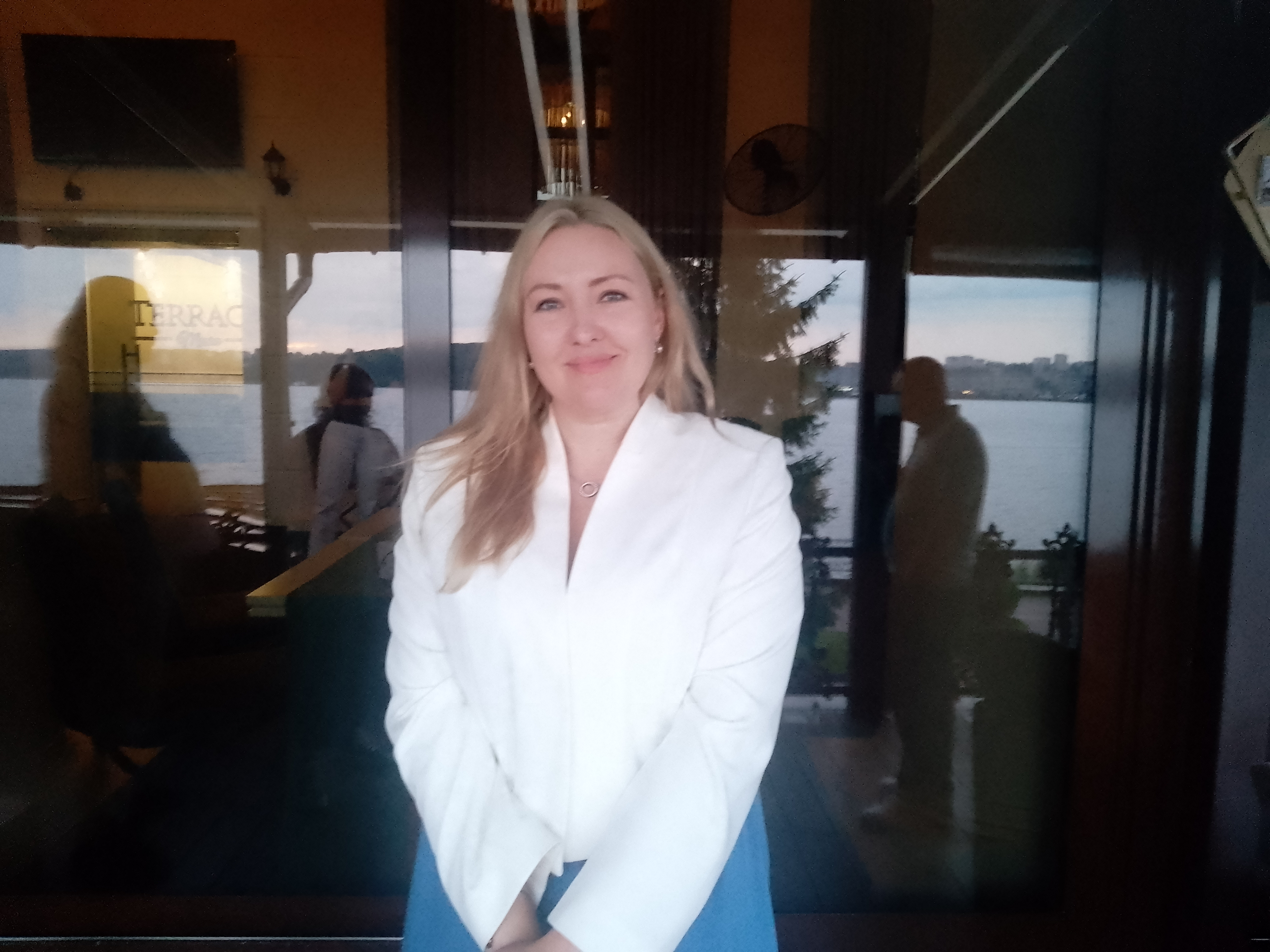
Марко Терен під час заходу "Мандрівний замок" в Тернополі. (липень 2025)

Марко Терен (справжнє ім'я та прізвище Мар'яна Даниленко, 4 березня 1987, Харків, Україна) — українська письменниця, поетка, художниця, громадська діячка, педагогиня, волонтерка АТО. Учасниця літературного об’єднання «Networчі». Членкиня Національної спілки письменників України. Авторка семи поетичних збірок, оповідань і новел, та циклу казок "Сім Мішків Гречаної Вовни", що складається з семи книг (на 2025 рік видано три).

## Життєпис
Народилася в родині бібліотекарки та автомеханіка. З дитинства цікавилася музикою та літературою. З 2004 до 2009 року здобувала вищу освіту в Харківському національному університеті ім. Каразіна на філологічному факультеті, отримала ступінь магістра української мови та літератури. У 2024 році здобула другу вищу освіту в Харківській Державній Академії Культури та отримала ступінь магістра кризової психології.  
Почала друкуватися з 2004 року, станом на зараз є авторкою семи окремих поетичних збірок, в тому чисті поетичної збірки для дітей, серії з семи книг дитячих казок "Сім Мішків Гречаної Вовни" та співавторкою низки поетичних та прозових збірок. Пише вірші, нариси, оповідання, казки, романи. Учасниця харківського літературного процесу з 2005 року. У 2016 році взяла творчий псевдонім Марко Терен. Того ж року стала учасницею харківського літературного угрупування NETWORчі та членкинею Національної спілки письменників України.
З 2021 року живе та працює в Естонії.
Одружена, має двох доньок.

### Видані книги
- «Моя срібляста риб'яча луска», видавництво «Крок», Харків, 2008 . – 44 с. ISBN 966-652-157-5[10]
- «Іншими очима», видавництво «Майдан», Харків, 2016. – 100 с. ISBN 978-966-372-667-0[11][12][13]
- «Вітру голоси», видавництво «Фактор», Харків, 2018. – 112 с. Тираж 1000 пр., ISBN 978-966-180-727-2[14]
- "День до дня", видавництво АССА, Харків, 2023. – 96 с. Тираж 1000 пр., ISBN 978-617-7877-59-1
- "Книга Імен", видавництво АССА, Харків, 2023 – 64 с. Тираж 600 пр., ISBN 978-617-7877-58-4
- "Смачна абетка", видавництво АССА,Харків, 2021 – 72 с. Тираж 1000 пр., ISBN 978-617-7877-09-6
- "Сім мішків гречаної вовни. Про діда Панька і чарівну силу", видавництво АССА, Харків, 2024 – 112 с. Тираж 1000 пр., ISBN 978-617-8229-82-5
- "Сім мішків гречаної вовни. Про Горпинину вдачу і чар-зілля", видавництво АССА, Харків, 2024 – 112 с. Тираж 1000 пр. ISBN 978-617-8229-83-2
- "Сім мішків гречаної вовни. Про Олексу Велеса та Капосного Хмарника", видавництво АССА, Харків, 2025 – 128 с. Тираж 1000 пр. ISBN 978-617-8229-88-7

### Друкувалась у збірках
"Там, де вдома", видавництво АССА, Харків, 2019 – 112 ст. Тираж 1000 пр. ISBN 978-617-7660-40-7
"Моє Різдво. 12 історій про дива, які поряд", видавництво АССА, 2020 – 224 ст. ISBN 978-617-7670-71-0
"Татомамасніг. Книжка-сніжка зимових дивовиж", видавництво АССА, 2021 – 144 ст. ISBN 978-617-7670-39-0
"Альманах 2022", видавництво БІЛКА, Київ, 2024 – 288 с. ISBN 978-617-7792-44-3
"In principio erat Verbum. Україна: Поезія часу війни", видавництво АСТРОЛЯБІЯ, 2024 рік – 400 с. ISBN 978-617-664-259-6 
“Книга КНИГА LOVE 4.0. Жінка, що кохає” (Марко Терен), КНИГОЛАВ, 2025, Київ - 256с., ISBN: 978-617-8439-67-5 

### Друкувалась у періодиці
- «Левада» (№ 5-13; 2005—2015)
- «Дніпро» (2013)
- «Березіль» (2016, 2023, 2024)
- Журнал «Славянин[17]» (2017, 2018)
- Харків-Lit (# 9, 2017)[18]xx
- Жінка-українка[19] (2017)
- “The Translation Review” (2024) [20]
- Колесо Життя (2024)

### Перекладацька діяльність
"Майже", роман авторства Галини Матвєєвої, 2018 рік, переклад українською - Марко Терен 
“Дива та чашка чаю” – книга казок для підлітків, авторка Еліна Літера, переклад з російської на українську мову (США, 2025)

### Редакторська діяльність
"Історії маленького авто", дитяча книжка Трііну Амбур, 2022, TIRTSUTARE 
“Дива та чашка чаю” – книга казок для підлітків, авторка Еліна Літера (США, 2025)

## Творча діяльність
- Учасниця мистецького заходу «Слобожанська РефорNація»[23] — 2016 рік. (Харків)
- Учасниця поетичної вистави «Чорнотроп»[2] — 2016 рік. (Харків)
- Учасниця та співведуча гумористичного перформансу «... після слова лопата...»[24] в Харківському літературному музеї.
- Учасниця літературних «Читань на драбині»[25] — 2017 рік. (Харків)
- Авторка ідеї та учасниця поетичного дійства «Біла крейда пам'ятає»[2] — травень 2017 рік. (Харків)
- Резидентка проєкту «Інтимна лірика під баян»[2] — з 2017 року. (Харків, Дубно, Сєвєродонецьк, Рівне)
- Учасниця міжнародної акції «Ніч музеїв» у складі літературного угрупування NETWORчі [26]— 2017. (Харків)
- Авторка ідеї та учасниця літературного перформансу[27] «Кольорове коло[26]» — травень 2017 рік. (Харків)
- Учасниця KharkivBookFest[28] 2017[29]. (Харків)
- Актриса у музично-поетичній виставі «Цілую, пиши[30]…»[31] — 2017, 2018 рік. (Харків)
- Учасниця літературного перформансу «Вокзал: потяг на Схід», проведеного в рамках музично-літературного фестивалю «Дорога на Схід», 2017 рік (Ізюм)
- Учасниця вистави «Квадроказки: після хеппі-енду все тільки починається» — 2017, 2018. (Харків)
- Учасниця поетичних читань в рамках Book Forum Lviv — 2017, 2018[32], Львів
- Запрошена гостя фестивалю «Східний Оберіг» з музично-поетичним перформансом "Вокзал» — 2017 (Покровськ, Донецька область)
- Учасниця літературної сцени фестивалю «Тарас Бульба» у Дубні — 2018
- Учасниця музично-поетичного етно-перформансу «Синдром Білого»[33] — 2018 (Дубно)
- Запрошена гостя заходу Книжкова Толока[34] 2018 — Сєвєродонецьк
- Учасниця рівненського фестивалю СУП — 2018[35] (Рівне)
- Запрошена гостя до Харківського літературного музею на захід «Буккросинг із Марко Терен»[36] — 26 липня 2018 рік.
- Учасниця народного мистецько-історичного фестивалю «Українські передзвони» до 27 річниці Незалежності України — 24 серпня 2018 рік (Київ)
- Учасниця творчої місячної резиденції латвійського міста Вентспілс[9][37]
- Запрошена гостя творчої двохмісячної резиденції австрійського міста Кремс [38][39]

## Нагороди та відзнаки
- «Молодіжний лідер року — 2009» у номінації «українська поезія» від Харківської обласної державної адміністрації від управління у справах сім'ї та молоді[40].
- Перше місце в номінації «поезія українською» на огляді-конкурсі літераторів «Молода Слобожанщина» (2012).
- Друге місце в номінації «поезія українською» на огляді-конкурсі літераторів «Молода Слобожанщина» (2014)[1].
- Фіналістка поетичного конкурсу «Перо Жар-птиці» (2016).
- Друге місце у літературному конкурсі «Міжнародна Слов'янська поетична премія» (Як Мар'яна Козуліна) (2016)[41]
- Стипендіатка Президентської премії (як Мар'яна Козуліна) (2019)[42]
- Переможниця третього етапу програми стипендій для українських письменників, перекладачів та літературних критиків від PEN UKRAINE [43](1 грудня 2022) [44]
- Фіналістка конкурсу воєнної короткої прози від видавництва БІЛКА в номінації "Новели", 2023 [45]
- Фіналістка конкурсу воєнної поезії пам'яті Гліба Бабича, 2023 (як Марко Терен) [46]
- "Амбасадорка української мови та культури за кордоном" за версією Посольства України в Естонській Республіці, 2025.

## Громадська діяльність
Із березня 2014 року провадить активну волонтерську діяльність, допомагаючи українським військовим в зоні проведення бойових дій.
- Активна учасниця волонтерського руху Слобожанщини з березня 2014 року.
- Співорганізаторка та ведуча благодійного літературно-поетичного |вечора на честь Дня Збройних сил України — 2016 рік. (Харків)
- Засновниця всеукраїнської соціальної акції «Благодійна книжкова вежа», яка створена та працює для популярізації української літератури в регіонах, які найбільше постраждали від русифікації та впливу російської політичної пропаганди — з 2016 року[47].
- Співорганізаторка та учасниця благодійного творчого [48] вечора в бібліотеці «Молода Гвардія» — 24 грудня 2016 рік (Київ)
- Фундаторка та модераторка щотижневого культурного освітнього проекту «Мистецькі вівторки із Марко Терен» — з 2018 року.
- Засновниця та викладачка просвітницького клубу "Українські Мовні Кола" [49] та акції "Мовна Руханка" [50]— з 2021 року.
- Упорядниця та викладачка української мови та літератури в субоній школі "Лабора" для українських дітей при Українському Культурному Центрі в Таллінні [51]
- Амбасадорка благодійного фонду "Громадянин", що опікується протезуванням українських воїнів, які втратили кінцівки під час участі в військово-визвольних змаганнях із російськими загарбниками, з 2022 року [52]
- Членкиня Ротарі клубу "Харків - Надія" — з 2024 року[53].
- Президентка Ротарі клубу "Харків - Надія" — з 2024 року[54].
- У липні 2025 року відбувся творчий тур містами України на підтримку всеукраїнської соціальної акції «Благодійна книжкова вежа»[55], Зустрічі  з читачами відбулися в Львові, Тернополі[56], Івано-Франківську, Ужгороді, Києві, Полтаві та Харкові.